# Незнамов, Емельян Андреевич
 Емельян Андреевич Незнамов (1861—1915) — окулист, ординарный профессор и директор офтальмологической клиники Варшавского университета.

## Биография
Родился в 1861 году.
Среднее образование получил в Холмской классической гимназии.
Окончил с отличием Императорский Харьковский университет, получив степень лекаря (1887). Был оставлен при офтальмологической клинике этого же университета в качестве сверхштатного ординатора (29 октября 1888). В 1890 году защитил диссертацию под заглавием «К учению о зрительных и нервных элементах сетчатки».
В следующем году занял должность сверхштатного ассистента клиники. 7 мая 1892 года удостоен степени доктора медицины, а 25 ноября того же года назначен приват-доцентом по кафедре офтальмологии. В конце 1892 года с научной целью Емельян был отправлен в командировку в Европу, где до осени 1893 года он работал в клиниках и лабораториях: Фукса, Штельвага, Маутнера, Поллицера, Штерка, Ротмунда и Лебера.

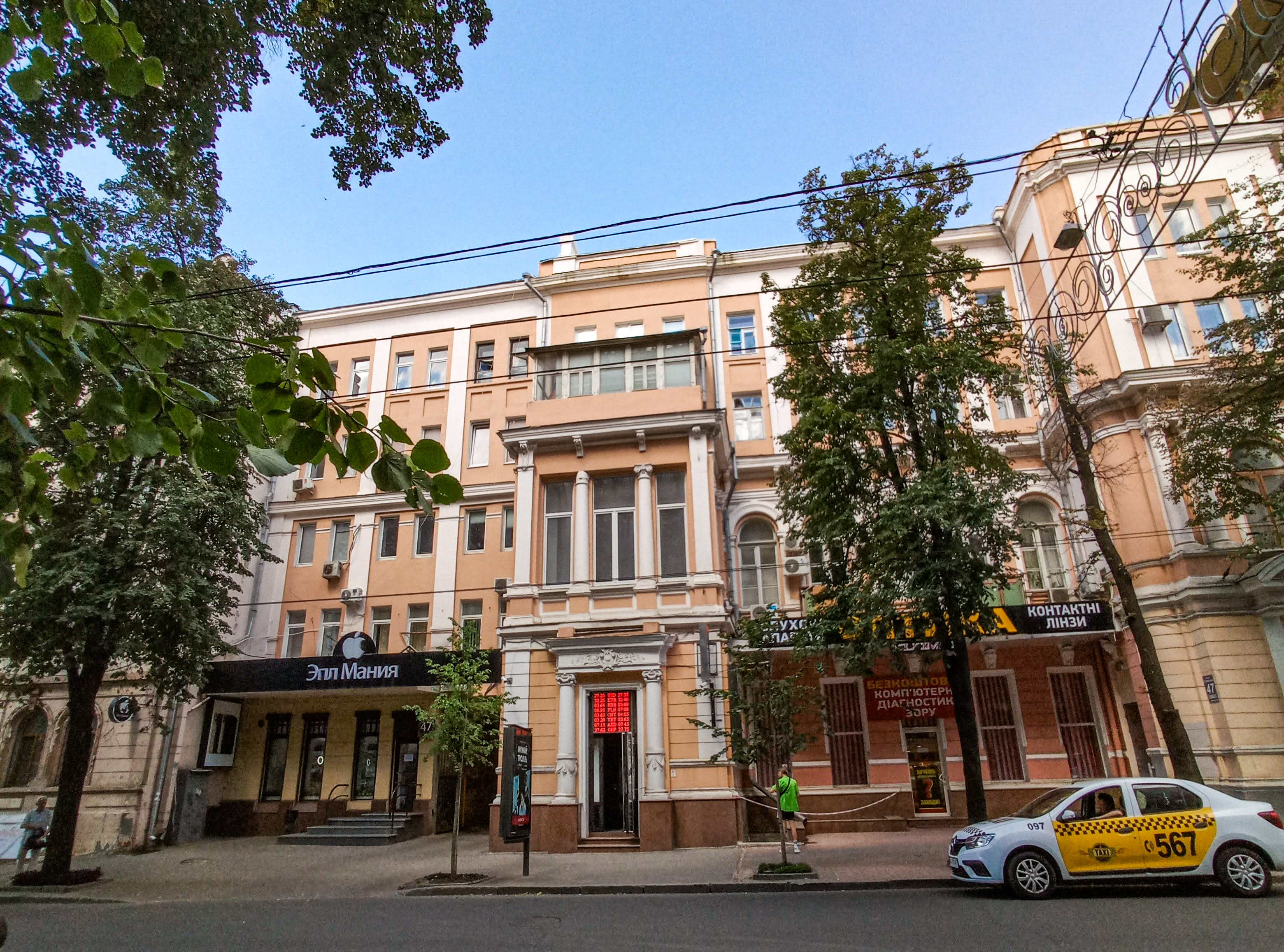
Надстроенный особняк Незнамова в Харькове

После возвращения из-за границы читал лекций по офтальмологий для студентов 4 и 5 курсов и по оперативной офтальмологии для прикомандированных к клинике земских врачей. Назначен штатным ассистентом при кафедре офтальмологии (1896). В том же году вторично командирован заграницу. Назначен экстраординарным профессором Императорского Варшавского университета по кафедре офтальмологии (21 июня 1901). Ординарный профессор (1905).
В 1907 году назначен членом комиссии, учреждённой при Министерстве народного просвещения по устройству в Саратове Николаевского университета, а в 1908 году он был откомандирован для исследования зрения и устройства окулистической помощи для воспитанников средних учебных заведений Санкт-Петербурга.
В 1912 году Незнамов по собственному желанию ушел с должности экстраординарного профессора кафедры офтальмологии в Варшавском университете. В 1914 году занял должность профессора в Клиническом институте Петербурга.
Жена: Екатерина Михайловна урожд. Любимова (1879 - 1904, Ницца, Франция)

## Труды
- К учению о зрительных и нервных элементах сетчатки / [Соч.] Е.А. Незнамова. Харьков : тип. Зильберберга, 1892.
- О показаниях к лечению трахомы растворами йода / [Соч.] Ч. пр. Е.А. Незнамова. [Санкт-Петербург], ценз. 1897.
- Сухость глаза и ее лечение / [Соч.] Ч. пр. Е.А. Незнамова. [Санкт-Петербург] : тип. Я. Трей, ценз. 1897.
- О прогрессирующих помутнениях роговой оболочки невоспалительного характера / [Соч.] Д-ра Е.А. Незнамова. Киев : типо-лит. т-ва И.Н. Кушнерев и К°, Киев. отд-ние, 1900.
- О влиянии химических лучей солнца на течение гнойных заболеваний глаза / [Соч.] Д-ра Е.А. Незнамова. Киев : типо-лит. т-ва печ. дела и торг. И.Н. Кушнерев и К°, 1901.